# Pohořelec (Hradzsin)
A Pohořelec tér (utca) Prága Hradzsin nyugati külvárosa. Egyes szerzők területéhez számolják a strahovi kolostort is. A háromszögletű, középen parkosított tér (utca) nyugati végéről indul a Fehér-hegyre vezető út (ulice Dlabačov, majd annak folytatásaként a Bělohorská ulica). Közvetlen folytatása a Loreto tér.

## Története
Helyén a 11. században még egy piac állt, de ez leégett, és a tűzvész után a Moldva jobb partjára költözött. A lakónegyedet Hradzsin külvárosaként 1375-ben alapították. Maga a külváros is többször leégett; utoljára a francia katonaság perzselte föl 1752-ben. Ekkor kapta a „Pohořelec”, azaz „kiégett, tűvész pusztította” nevet.

## Nevezetességei
A negyed legszebb háza a rokokó Kučera-palota (114/22.), amit Jan Josef Wirch épített 1760–1765 között. 1960 óta itt van az  Állami Műemlék- és Természetvédelmi Hivatal székhelye. A tér alsó végén, az Újezd fölött áll az 1664-ben alapított Szent Erzsébet-ispotály (155/15.). Az előtte álló Kálvária 1726-ban épült. Nepomuki Szent János szoborcsoportját 1742-ben állították fel a Kučera-palota elé.